# Cosculluela
José Fernando Cosculluela Suárez (Humacao, 15 d'octubre de 1980), conegut pel seu cognom que és el seu nom artístic, Cosculluela, és un cantant porto-riqueny de reggaeton.
De pare cubà i mare porto-riquenya, Cosculluela va ser criat a Palmas del Mar, Humacao. Des de molt petit va demostrar interès cap al tenis i el golf, representant a la seva escola San Antonio Abad en diferents competències. Als 16 anys, va començar a interessar-se per la música i va començar a crear mixtapes underground amb el seu germà Jaime i un grup d'amics. Després de diversos anys, en un estudi a San Juan, va ser descobert per Buddha, un conegut productor de rap i reggaeton.